# Dušan Moravčík
Dušan Moravcik (né le 27 mai 1948 à Bánov) est un athlète tchèque ayant concouru pour la Tchécoslovaquie spécialiste du 3 000 mètres steeple. Affilié au Dukla Praha, il mesure 1,70 m pour 65 kg.

## Biographie

### Palmarès
| Date | Compétition           | Lieu     | Résultat | Performance   |
| ---- | --------------------- | -------- | -------- | ------------- |
| 1971 | Championnats d'Europe | Helsinki | 2e       | 8 min 26 s 20 |
| 1972 | Jeux olympiques d'été | Munich   | 5e       | 8 min 29 s 2  |
| 1980 | Jeux olympiques d'été | Moscou   | 10e      | 8 min 29 s 03 |

### Records
| Épreuve              | Performance    | Lieu | Date |
| -------------------- | -------------- | ---- | ---- |
| 3 000 mètres steeple | 8 min 23 s 2   |      | 1972 |
| 5 000 mètres         | 13 min 40 s 27 |      | 1972 |